# 馬德拉斯管轄地
馬德拉斯省是英屬印度的一個行政區，包括了南印度的眾多地區，現安德拉邦、泰米爾納德邦、喀拉拉邦、卡納塔克邦、泰倫加納邦、奧里薩邦、拉克沙群島均屬於馬德拉斯省的轄區。

## 外部連結
- 《大英百科全书》中的条目：馬德拉斯管轄地（英文）
- Coins of the Madras Presidency （页面存档备份，存于）

13°05′N 80°16′E / 13.08°N 80.27°E